# Elecciones municipales de 2015 en San Cristóbal de La Laguna
Las elecciones municipales de 2015 se celebraron en San Cristóbal de La Laguna el domingo 24 de mayo, de acuerdo con el Real Decreto de convocatoria de elecciones locales en España dispuesto el 30 de marzo de 2015 y publicado en el Boletín Oficial del Estado el día 31 de marzo. Se eligieron los 27 concejales del pleno del Ayuntamiento de San Cristóbal de La Laguna, a través de un sistema proporcional (método d'Hondt), con listas cerradas y un umbral electoral del 5 %.

## Resultados
Los resultados completos correspondientes al escrutinio definitivo se detallan a continuación.
| Candidatura         | Candidatura         | Votos   | %                               | Escaños                         |
| ------------------- | ------------------- | ------- | ------------------------------- | ------------------------------- |
|                     | COALICIÓN CANARIA   | 16 670  | 23,95                           | 7                               |
|                     | UNIDAS SE PUEDE     | 12 889  | 18,51                           | 6                               |
|                     | PSOE CANARIAS       | 12 592  | 18,09                           | 5                               |
|                     | PARTIDO POPULAR     | 10 569  | 15,18                           | 4                               |
|                     | XTF - NC            | 6 678   | 9,59                            | 3                               |
|                     | CIUDADANOS          | 4 993   | 7,17                            | 2                               |
| UPYD                | UPYD                | 1 247   | 1,79                            | 0                               |
| ANC                 | ANC                 | 846     | 1,22                            | 0                               |
| PARTICIPA LA LAGUNA | PARTICIPA LA LAGUNA | 649     | 0,93                            | 0                               |
| CCN                 | CCN                 | 591     | 0,85                            | 0                               |
| MUPC                | MUPC                | 493     | 0,71                            | 0                               |
| En blanco           | En blanco           | 1 400   | 2,01                            |                                 |
| Votos nulos         | Votos nulos         | 1 272   | 1,79                            |                                 |
| Votos válidos       | Votos válidos       | 70 889  | 98,21                           | 27                              |
| Votantes            | Votantes            | 70 889  | Participación: \| \| 58,09 % \| | Participación: \| \| 58,09 % \| |
| Electores           | Electores           | 122 037 | Participación: \| \| 58,09 % \| | Participación: \| \| 58,09 % \| |
|                     | 58,09 %             |         |                                 |                                 |

## Investidura
| Fecha                                                  | Voto                             |   |   |   |   | XTF |   | Total | Investido |
| ------------------------------------------------------ | -------------------------------- | - | - | - | - | --- | - | ----- | --------- |
| 3 de julio de 2015 Mayoría requerida: Absoluta (14/27) | José Alberto Díaz (CC)           | 7 |   | 5 |   | *   |   | 12/27 | Sí        |
| 3 de julio de 2015 Mayoría requerida: Absoluta (14/27) | Rubens Ascanio (Unid@s Se Puede) |   | 6 |   |   |     |   | 6/27  | No        |
| 3 de julio de 2015 Mayoría requerida: Absoluta (14/27) | Antonio Alarcó (PP)              |   |   |   | 4 |     |   | 4/27  | No        |
| 3 de julio de 2015 Mayoría requerida: Absoluta (14/27) | Teresa Berastegui (Cs)           |   |   |   |   |     | 2 | 2/27  | No        |

* En la votación de investidura, los ediles del partido XTF - NC votaron en blanco. De este modo, el nuevo ejecutivo estaría formado por Coalición Canaria y PSOE, dando paso a un gobierno en minoría.